# Щерба, Нина Филипповна
Нина Филипповна Щерба (Похальчишина) (14.08.1927 — 07.01.1996) — звеньевая колхоза имени Молотова Ружичнянского района Каменец-Подольской области Украинской ССР. Герой Социалистического Труда (16.02.1948). 

## Биография
Родилась 14 августа 1927 года в селе Книжковцы Проскуровского района Проскуровского округа Украинской ССР (ныне в составе города Хмельницкий Хмельницкой области Украины). Украинка. Трудовую деятельность начала в 14 лет, собирала свёклу. В годы Великой Отечественной войны пережила немецкую оккупацию (1941–1944).
С января 1945 года трудилась звеньевой колхоза имени Молотова Ружичнянского (ныне – Хмельницкого) района Каменец-Подольской (с 1954 года – Хмельницкой) области Украинской ССР (ныне – Украина). В 1947 году руководимое ею звено получило урожай пшеницы 31,83 центнера с гектара на площади 8 гектаров.
Указом Президиума Верховного Совета СССР от 16 февраля 1948 года за получение высоких урожаев пшеницы при выполнении колхозом обязательных поставок и натуроплаты за работу МТС в 1947 году и обеспеченности семенами зерновых культур для весеннего сева 1948 года Похальчишиной Нине Филипповне присвоено звание Героя Социалистического Труда с вручением ордена Ленина и золотой медали «Серп и Молот».
Н. Ф. Щерба продолжала работать в колхозе имени Молотова (в 1957 году переименован в колхоз «Подилля») до 1984 года.
Жила в селе Книжковцы (с 1981 года в составе города Хмельницкий) Хмельницкого района Хмельницкой области (Украина). Умерла 7 января 1996 года.

## Награды
- Золотая медаль «Серп и Молот» (16.02.1948);
- орден Ленина (16.02.1948)
- Медаль «За трудовое отличие»
- Медаль «В ознаменование 100-летия со дня рождения Владимира Ильича Ленина» (6 апреля 1970)
- Медаль «За доблестный труд в Великой Отечественной войне 1941—1945 гг.»
- и другими

## Память
- На могиле установлен надгробный памятник.